# Colette Renard

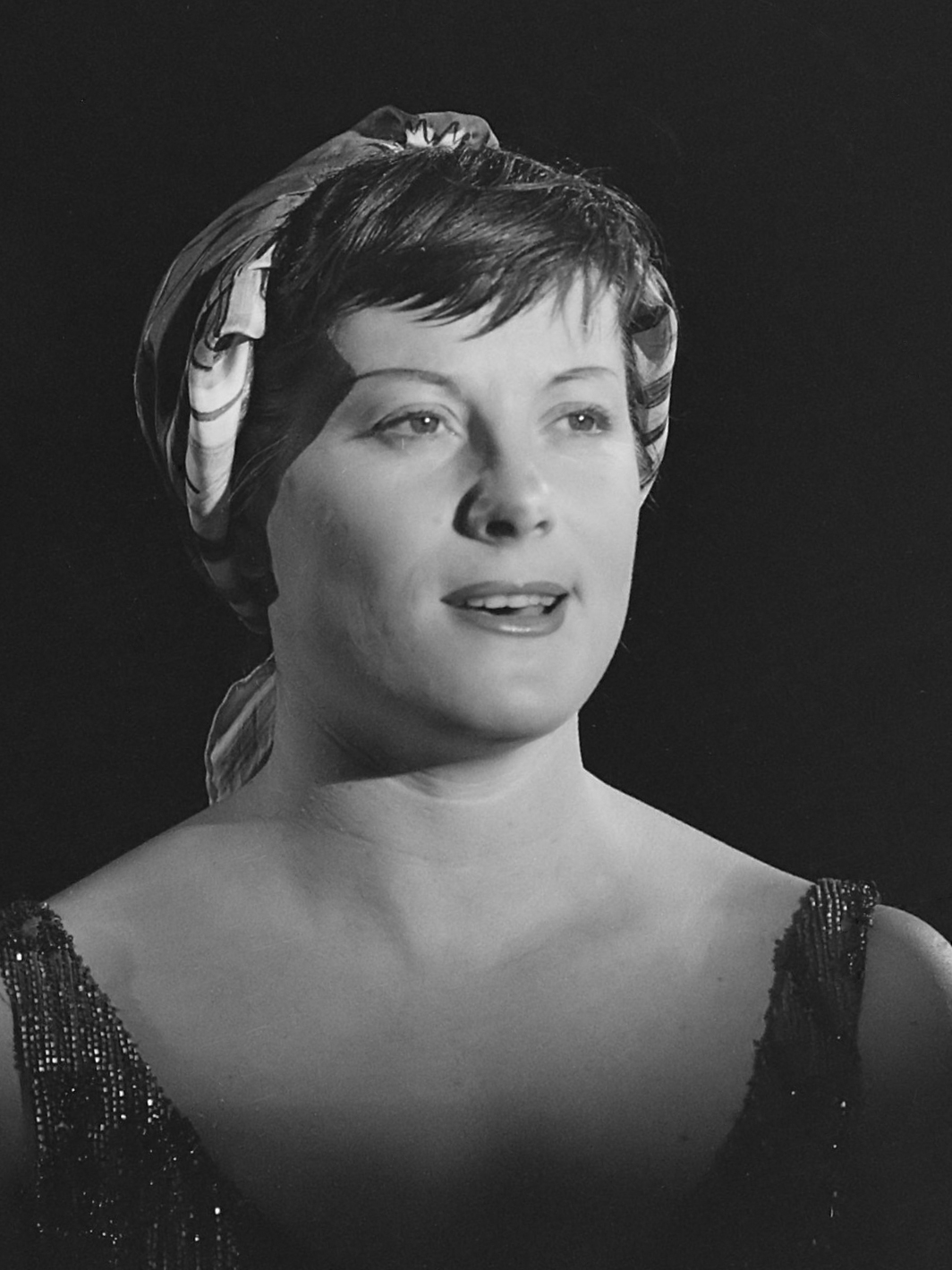
Colette Renard (1961)

Colette Renard (* 1. November 1924 in Ermont, Département Val-d’Oise als Colette Lucie Raget; † 6. Oktober 2010 in Marseille) war eine französische Chansonsängerin und Schauspielerin, die 1956 als erste Darstellerin die „Irma“ in Irma la Douce spielte.

## Leben und Werk

### Chansonsängerin
Nach der Schulausbildung studierte sie Violoncello und war anschließend nicht nur Sekretärin, sondern auch Sängerin im Orchester von Raymond Legrand, dessen Ehefrau sie 1969 wurde.
Bei der Uraufführung des Musicals Irma la Douce von Marguerite Monnot am 10. November 1956 im Théatre Gramont in Paris spielte sie als Erste die Titelrolle und stand als Irma noch bis 1967 auf der Bühne. Daneben hatte sie elf bzw. fünfzehn Auftritte in den Pariser Music Halls Olympia und Bobino sowie 1976 an der Seite des bereits schwer erkrankten Georges Brassens, dessen Chansons sie mit großem Erfolg interpretierte. Auf der anderen Seite veröffentlichte sie zahlreiche Musikalben, deren Lieder oftmals Zoten enthielten. Das bekannteste dieser Chanson Grivoises ist Les Nuits d’une demoiselle, in dem sie zahlreiche Synonyme des Cunnilingus und anderer Sexualpraktiken besingt.
Zu ihren bekanntesten Chansons nach der Musik von Marguerite Monnot, Norbert Glanzberg, Jacques Datin, Guy Magenta, Jacques Larmanjat, Huard Pingault und François Rauber sowie den Texten von Alexandre Breffort, Maurice Vidalin, Michel Rivgauche, Fernand Bonifay, Michel Vaucaire und Francis Carco gehören Ah ! Dis donc, dis donc (1956), Zon… zon… zon… (1957), Tais-toi Marseille (1958), Ça, c’est d’la musique (1958), Sa casquette (1958), Mon homme est un guignol (1959), Des histoires, Chanson tendre (1961), Le marin et la rose (1962), Les lignes de ma vie (1979) und Ceux qui s’aiment (2002).
/
Ihre Chansons erschienen auf mehr als 50 Schallplatten. Ihr letztes Album Ceux qui s’aiment erschien 2002 und im selben Jahr hatte sie im Théâtre Déjazet ihren letzten Bühnenauftritt.
Colette Renard wurde mehrfach ausgezeichnet und erhielt unter anderem den Großen Preis der Akademie Charles Cros, der Académie du disque français, des Präsidenten der Republik sowie den Grand prix international du disque. Darüber hinaus war sie Ritter des Ordre des Arts et des Lettres.

### Film- und Fernsehschauspielerin
Neben ihrer Gesangskarriere war sie auch als Schauspielerin tätig und spielte 1963 die „Clara“ in dem Kinofilm Un roi sans divertissement (Ein König allein) von François Leterrier an der Seite von Claude Giraud. 1992 spielte sie die „Monique“ in dem Film IP5 – L’île aux pachydermes (IP5 – Insel der Dickhäuter) von Jean-Jacques Beineix und Yves Montand in der Hauptrolle. Zu ihren weiteren Kinofilmen gehören Le dos au mur (1958), Business (1960), Les pieds dans le plâtre (1965) sowie Clodo (1970).
Daneben spielte sie Rollen in zahlreichen Fernsehfilmen und Fernsehserien wie Pierrots des Alouettes (1964), Les dossiers de Me Robineau: Les cagnards (1972), La vie rêvée de Vincent Scotto (1973), La chanson de Tiber (1980), Mon petit âne, ma mère (1982), Vichy dancing (1983), Noël au Congo (1986), Justice (1999), Maigret (2003), Docteur Dassin, généraliste (2004) und Le triporteur de Belleville (2005). Von August 2004 bis September 2009 spielte sie die Rolle der „Rachel Lévy“ in Plus belle la vie.
Colette Renard verfasste darüber hinaus zwei Autobiografien mit den Titeln Raconte-moi ta chanson (Editions Grasset, 1998) sowie Ceux qui s'aiment : Bloc-notes (Pascal Maurice éditeur, 2006).

## Filmografie (Auswahl)
- 1992: IP5 – Insel der Dickhäuter (IP 5 – L’île aux pachydermes)